# Главиано, Марко
Марко Главиано (англ. Marco Glaviano, 1942) — итальянский фотограф моды.

## Биография
Марко Главиано родился в Палермо, на острове Сицилия в Италии. Закончил архитектурный факультет университета Палермо, однако по специальности работал недолго. Основным интересом Главиано было искусство фотографии.

## Карьера
По окончании университета Марко Главиано работал дизайнером декораций для театральных постановок, а также играл в джазовом оркестре. Он стал экспериментировать с фотографическим искусством в конце 1960-х годов и переехал жить сначала в Рим, а позднее в Милан в поисках работы. С 1967 года Главиано работал фотографом моды для ведущих европейских глянцевых журналов, а в 1975 году переехал жить и работать в Нью-Йорк, США.
В 1975 году Главиано стал штатным фотографом для американского журнала Vogue, а впоследствии для Harper’s Bazaar. Также его фотографии часто печатались как в европейских, так и в американских изданиях журналов Cosmopolitan, ELLE, Glamour и Vanity Fair. Он снял более 500 обложек и рекламных кампаний, и ему приписывают активное участие в создании феномена супермодели. Среди известных топ-моделей, с которыми на протяжении долгово времени работал Главиано были Джиа Мария Каранджи, Дженис Дикинсон, Тайра Бэнкс, Синди Кроуфорд, Линда Евангелиста, Паулина Поризкова, Наоми Кэмпбелл, Хелена Кристенсен, Клаудия Шиффер, Джоан Северанс, Кристи Тарлингтон, Даниэла Пестова, Ребекка Ромейн, Ева Герцигова, Татьяна Сорокко, Карен Мюлдер, Стефани Сеймур, Анна Николь Смит и др.
Главиано снимал рекламные кампании для самых престижных фирм модной индустрии, включая L'Oreal, Revlon, Calvin Klein, Valentino, Armani и Roberto Cavalli.
Фотографии Главиано выставлялись в известных галереях современного искусства в Нью-Йорке, Лос-Анджелесе, Сан-Франциско, Париже, Лондоне, Риме и Милане. Его работы были выставлены и находятся в коллекциях ведущих музеев мира.

## Семья
Марко Главиано был женат дважды, и оба брака закончились разводом. У него есть три дочери от этих браков: Барбара, Алессия и Адрианна.

## Интересные факты
- Первая цифровая фотография, опубликованная в американском журнале мод, была фотография Марко Главиано для Vogue в 1982 году.
- Стал архитектором проекта и совладельцем самых технологтчески продвинутых фотостудий в мире, таких как Pier 59 Studios в Нью-Йорке и Studio Digital в Милане.[11]
- Имеет две резиденции — в Нью-Йорке и Милане.
- Опубликовал книгу фотографических портретов известных джазовых музыкантов и исполнителей.
- Знаменитый Swimsuit Calendar 1990 года с фотографиями Марко Главиано таких супермоделей, как Синди Кроуфорд, Паулина Поризкова, Стефани Сеймур и др. стал международным бестселлером.[12]